# Lista de freguesias da Madeira
Esta é uma lista de freguesias da subregião da Madeira, ordenadas alfabeticamente dentro de cada município e por população dos anos de 2011 e 2021, através dos censos. 
A subregião da Madeira pertence à região com o mesmo nome, que registou, através dos censos de 2021, uma população de 250.769 habitantes, dividido entre 11 municípios e em 54 freguesias.

## Freguesias por município
A Madeira é uma subregião dividido entre 11 municípios, sendo o município de Funchal o com o maior número de fregesias da subregião, tendo 10 freguesias, e o munícipo de Porto Santo com o menor número de fregesias da subregião, com apenas 1 freguesia.

Mapa dos onze municípios, e respetivas freguesias, que compõem a Região Autónoma da Madeira:
Calheta
Câmara de Lobos
Funchal
Machico
Ponta do Sol
Porto Moniz
Porto Santo
Ribeira Brava
Santa Cruz
Santana
São Vicente

| Município       | Número de Freguesias |
| --------------- | -------------------- |
| Calheta         | 8                    |
| Câmara de Lobos | 5                    |
| Funchal         | 10                   |
| Machico         | 5                    |
| Ponta do Sol    | 3                    |
| Porto Moniz     | 4                    |
| Porto Santo     | 1                    |
| Ribeira Brava   | 4                    |
| Santa Cruz      | 5                    |
| Santana         | 6                    |
| São Vicente     | 3                    |
| Madeira         | 54                   |

## Lista de freguesias
Esta é uma lista de todas as 54 freguesias da subregião da Madeira.
| Município       | Freguesia                   | População | População |
| Município       | Freguesia                   | 2011      | 2021      |
| --------------- | --------------------------- | --------- | --------- |
| Calheta         | Arco da Calheta             | 3168      | 2999      |
| Calheta         | Calheta                     | 3163      | 3188      |
| Calheta         | Estreito da Calheta         | 1607      | 1578      |
| Calheta         | Fajã da Ovelha              | 895       | 812       |
| Calheta         | Jardim do Mar               | 204       | 215       |
| Calheta         | Paul do Mar                 | 871       | 635       |
| Calheta         | Ponta do Pargo              | 909       | 803       |
| Calheta         | Prazeres                    | 704       | 685       |
| Câmara de Lobos | Câmara de Lobos             | 17986     | 16556     |
| Câmara de Lobos | Estreito de Câmara de Lobos | 10629     | 9348      |
| Câmara de Lobos | Jardim da Serra             | 3311      | 2739      |
| Câmara de Lobos | Quinta Grande               | 2099      | 1939      |
| Câmara de Lobos | Curral das Freiras          | 2001      | 1580      |
| Funchal         | Imaculado Coração de Maria  | 6207      | 5627      |
| Funchal         | Monte                       | 6701      | 5794      |
| Funchal         | Santa Luzia                 | 5866      | 5490      |
| Funchal         | Santa Maria Maior           | 13352     | 11768     |
| Funchal         | Santo António               | 27385     | 25940     |
| Funchal         | São Gonçalo                 | 6587      | 5806      |
| Funchal         | São Martinho                | 26480     | 26929     |
| Funchal         | São Pedro                   | 7273      | 7204      |
| Funchal         | São Roque                   | 9385      | 8349      |
| Funchal         | Sé                          | 2656      | 2875      |
| Machico         | Água de Pena                | 2434      | 2749      |
| Machico         | Caniçal                     | 3924      | 3548      |
| Machico         | Machico                     | 11256     | 9828      |
| Machico         | Porto da Cruz               | 2597      | 2134      |
| Machico         | Santo António da Serra      | 1617      | 1334      |
| Ponta do Sol    | Ponta do Sol                | 3769      | 4255      |
| Ponta do Sol    | Canhas                      | 4577      | 3597      |
| Ponta do Sol    | Madalena do Mar             | 516       | 508       |
| Porto Moniz     | Achadas da Cruz             | 159       | 121       |
| Porto Moniz     | Porto Moniz                 | 1668      | 1584      |
| Porto Moniz     | Ribeira da Janela           | 228       | 200       |
| Porto Moniz     | Seixal                      | 656       | 612       |
| Porto Santo     | Porto Santo                 | 5483      | 5149      |
| Ribeira Brava   | Campanário                  | 4582      | 4317      |
| Ribeira Brava   | Ribeira Brava               | 6588      | 6232      |
| Ribeira Brava   | Serra de Água               | 1049      | 973       |
| Ribeira Brava   | Tabua                       | 1156      | 1158      |
| Santa Cruz      | Camacha                     | 7449      | 6239      |
| Santa Cruz      | Caniço                      | 23368     | 24046     |
| Santa Cruz      | Gaula                       | 4028      | 3925      |
| Santa Cruz      | Santa Cruz                  | 7224      | 7136      |
| Santa Cruz      | Santo António da Serra      | 936       | 822       |
| Santana         | Arco de São Jorge           | 413       | 364       |
| Santana         | Faial                       | 1567      | 1309      |
| Santana         | Ilha                        | 255       | 189       |
| Santana         | Santana                     | 3275      | 2838      |
| Santana         | São Jorge                   | 1473      | 1173      |
| Santana         | São Roque do Faial          | 736       | 680       |
| São Vicente     | Boa Ventura                 | 1226      | 1034      |
| São Vicente     | Ponta Delgada               | 1359      | 1043      |
| São Vicente     | São Vicente                 | 3136      | 2788      |